# Miszkolc

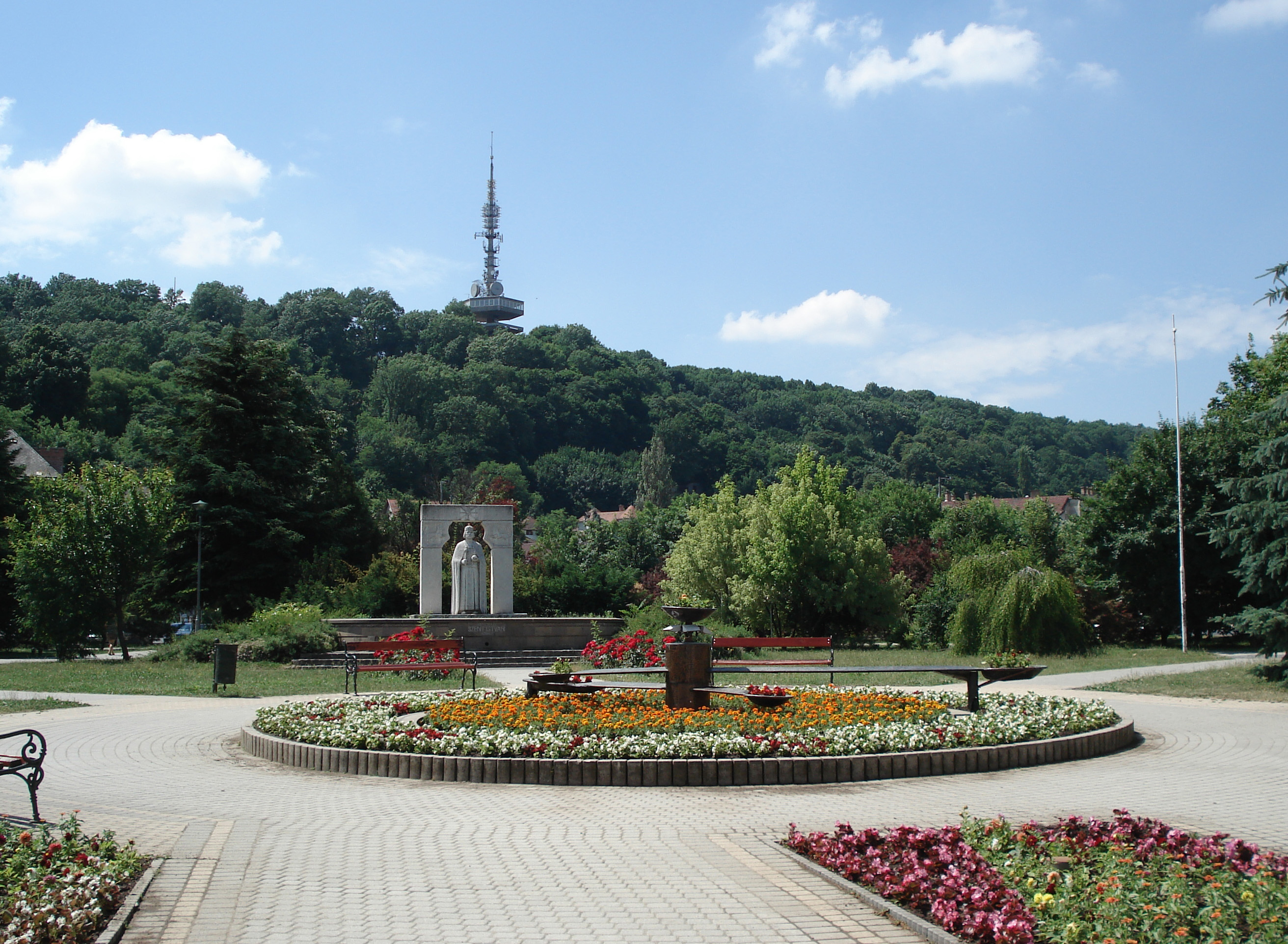
Plac Główny w Miszkolcu

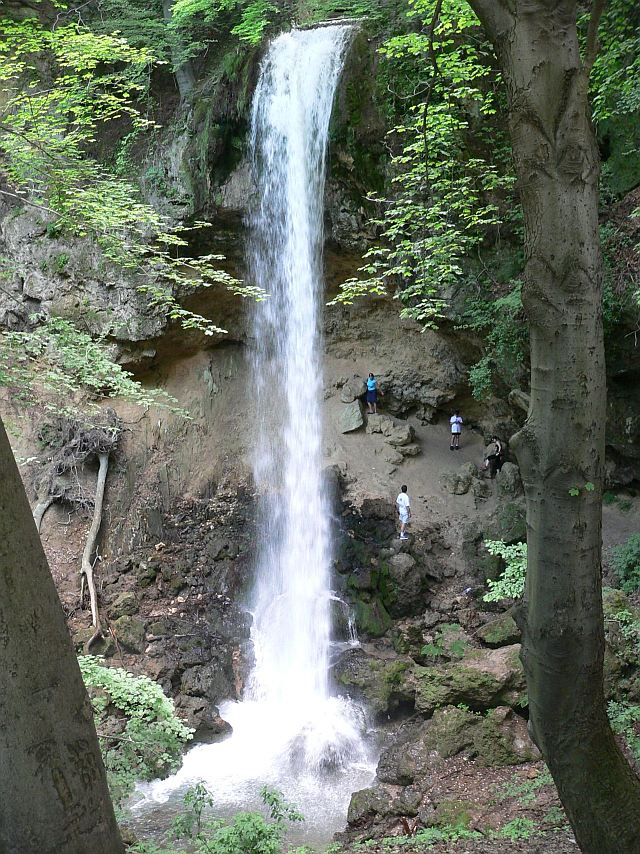
Wodospad w Miszkolcu-Lillafüredzie

Miszkolc (węg. Miskolc, słow. Miškovec) – czwarte co do wielkości miasto Węgier. Obecnie Miszkolc jest stolicą komitatu (odpowiednik województwa) Borsod-Abaúj-Zemplén. W 2015 roku liczba mieszkańców Miszkolca oscylowała wokół 160 tysięcy osób.

## Położenie
Miasto powstało po wschodniej stronie Gór Bukowych, w dolinach rzek Szinva, Hejő oraz Sajó, na pograniczu różnych regionów gospodarczych i krain geograficznych. Przez nizinę, na której łączą się rzeki Sajó, Bódva oraz Hornad, zwaną bramą miszkolcką, od pradawnych czasów przebiegają ważne szlaki handlowe i transportowe.
Obszar Miszkolca wynosi 236,66 km², z tego 58,0 km² to obszar wewnętrzny, a 178,66 km² obszar zewnętrzny miasta. Szerokość obszaru wewnętrznego w kierunku zachodnio-wschodnim wynosi 19 km, a w kierunku północno-południowym 10 km. Dzisiejszy obszar – na skutek ruchów skorupy ziemskiej – ma budowę schodkową. W kierunku ze wschodu na zachód na przestrzeni 30 km możemy zaobserwować cztery „schody”; różnica wysokości osiąga 800 metrów.
- Najwyżej położonym punktem jest Borovnyák-tető[3], a najniżej położonym obszarem jest dolina rzeki Sajó (110–120 m), leżąca na Wielkiej Niziny Węgierskiej. Budują ją młode osady plejstoceńskie i holoceńskie (żwiry, piaski, gliny i mułowce).
- Od linii równinnego obszaru Avas-Tetemvár w kierunku Diósgyőru krajobraz przechodzi w strefę wzgórz o wysokości 250-300 metrów, określany jako Niskie Góry Bukowe (Alacsony Bükk). W budowie geologicznej wyróżnić można trzeciorzędowe osady morskie – piasek, piaskowiec, margiel, glinę wraz z rozmieszczonymi pomiędzy nim pokładami węgla – oraz mioceńskie skały wulkaniczne, głównie tufy. Teren porozcinany jest potokami i innymi ciekami wodnymi.
- Od Diósgyőr mniej więcej do Lillafüred rozciąga się 400-600 metrowy stopień Środkowych Gór Bukowych (Középső Bükk), którego większa część zbudowana jest z triasowego wapienia, łupku, dolomitu oraz innych skały. Do charakterystycznych cech terenu należą formy krasowe.
- W Lillafüred rozpoczyna się najwyższy stopień okolic Miszkolca, wznoszące się na 600-900 metrów Wysokie Góry Bukowe (Magas Bükk), znane też jako płaskowyż Gór Bukowych (Bükk-fennsík). Budują je paleozoiczne i mezozoiczne osady morskie (wapień, łupek, dolomit) oraz skały erupcyjne (np. doleryt i porfir). Wznosi się stopniowo ze wschodu na zachód, a w jego wnętrzu powstały mniejsze i większe jaskinie[4].

## Dane demograficzne
Na podstawie spisu ludności z roku 2001 miasto ma 185 387 mieszkańców, z czego 95,7% to Węgrzy, 2,2% to Romowie, 0,3% to Słowacy, 0,3% to Niemcy, 0,1% to Grecy a 1,4% stanowią inne narodowości. W mieście jest 73 508 mieszkań, na jeden km² przypada 310,56 osoby.

## Historia
W starożytności tereny obecnego Miszkolca zamieszkiwały różne plemiona, w tym m.in. germańskie, a w X wieku zostały zasiedlone przez Węgrów. W 1241 r. Miszkolc został zniszczony przez Mongołów. Od XV wieku miasto królewskie. W latach 1596–1686 znajdował się pod panowaniem tureckim.
Według badań archeologicznych obszar był zamieszkany od dawna. Paleolityczne znaleziska, mające ponad 70 000 lat, udowadniają, że jest to jeden z najwcześniej zamieszkanych terenów Europy. Pierwsi znani mieszkańcy należeli do celtyckiego plemienia Kotynów, ale Węgrzy zajmujący ojczyznę znaleźli na tych terenach mieszaną etnicznie ludność, zamieszkującą okolicę Sötétkapu, Papszer oraz w okolicach Tetemváru. Na miejscu dzisiejszego zamku Diósgyőr przed przybyciem Węgrów stał gród ziemny.
Miasto otrzymało nazwę od rodu Miskóc. Jako pierwszy, posługując się tą nazwą, wymienia je Anonymus w swoim dziele Gesta Hungarorum około 1173 roku („que nunc uocatur miscoucy”). Ród Miskóc był odgałęzieniem rodu Bors, od którego pochodzi nazwa komitatu Borsod, a który w 1312 stracił ziemię, ponieważ stanął po stronie Mateusza Csáka a przeciw Karolowi Robertowi. Król podarował posiadłość rodzinie Széchy, która po raz pierwszy zdobyła dla Miszkolca prawo do sądów oraz targów.
Ludwik Węgierski wyniósł Miszkolc do rangi miasta – oppidium – uznał za miasto rolnicze (mezőváros), z zagwarantowaniem praw do wyboru sądów oraz spisywania testamentów – w 1365 roku, mniej więcej w tym samym czasie, kiedy odnowił pobliski Diósgyőr. Król zarazem dołączył miasto do korony, która do 1848 roku była własnością króla. Miejscowość zaczęła się szybko rozwijać, na końcu XV wieku miała już 2000 mieszkańców, jednak podczas okupacji tureckiej rozwój zwolnił tempo. W 1544 roku Turcy podpalili miasto i zmusili je do hołdowania. Turcy nakładali podatek na Miszkolc całkowicie do 1687 roku – do wyzwolenia, choć zamek Diósgyőr udało się odbić już w 1674 roku. Miasto w tym okresie stało się ważnym środkiem wytwórstwa wina i na końcu XVII w. działało już 13 cechów. Na końcu czasów tureckich liczba mieszkańców osiągnęła ówczesną liczbę mieszkańców Koszyc (ówczesne Kassa).
Podczas powstania Rakoczego, władca Rakoczy (Rákóczi) w Miszkolcu umiejscowił główną kwaterę (od 18 stycznia 1704 roku do 15 marca). 25 września 1706 roku Austriacy zrabowali i podpalili miasto, a w 1711 roku wyniszczyła epidemia cholery, której ofiarą padła połowa mieszkańców. Miszkolc następnie ponownie rozkwitnął. W 1724 komitat Borsod wybrał Miszkolc na miejsce wojewódzkiego ratusza, jako miasto rolnicze o dużej liczebności i centralnym położeniu. W pierwszym spisie ludności z 1786 roku zanotowano 2414 domów oraz 14 179 mieszkańców.

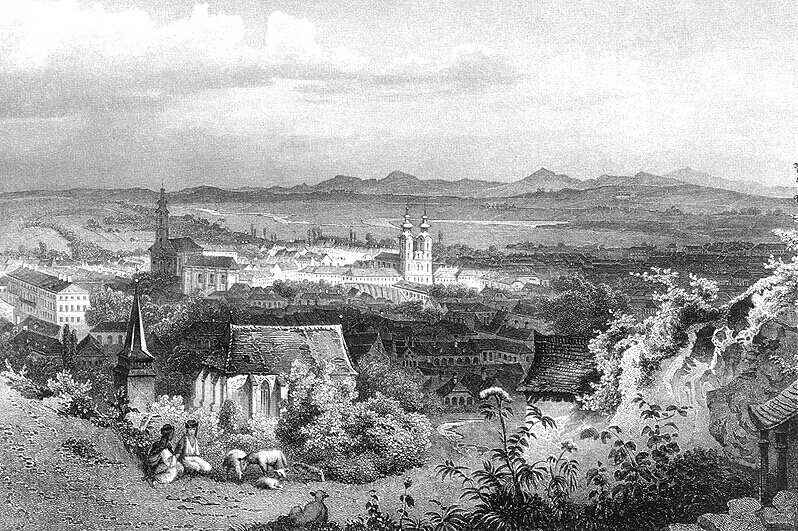
Litografia Miszkolca z XIX w.

W okresie XVIII i XIX wieku zostało wybudowanych kilka ważnych budynków, pomiędzy nimi ratusz, nowy budynek województwa (około 1820 r.), teatr (na terenie dzisiejszego kraju pierwszy murowany teatr; pierwszy został wybudowany w Klużu-Napoce), synagoga, liczne szkoły i świątynie. Te lata przyniosły miastu nie tylko rozwój: w 1873 roku znowu wybuchła epidemia cholery, a w 1878 roku ogromna powódź odebrała życie kilku setkom ludzi. Powódź zniszczyła bardzo dużo budynków, ale na ich miejsce wybudowano ładniejsze, większe budynki. Pierwsza wojna światowa nie dotknęła bezpośrednio miasta, lecz pośrednio spowodowała śmierć wielu ludzi, na froncie oraz z powodu epidemii cholery umarło wiele obywateli Miszkolca.
Miszkolc był jedynym miastem Węgier, który po uregulowaniach administracyjnych z 1886 roku, dzięki nadzwyczaj szybkiemu rozwojowi mógł się przeobrazić w 1909 roku z miasta wojewódzkiego w prawnie samodzielne miasto. Instytut ds. egzekucji kar (dziś: Instytut ds. Egzekucji kar dla województwa Borsod-Abaúj-Zemplén) ufundowano w 1902 roku.

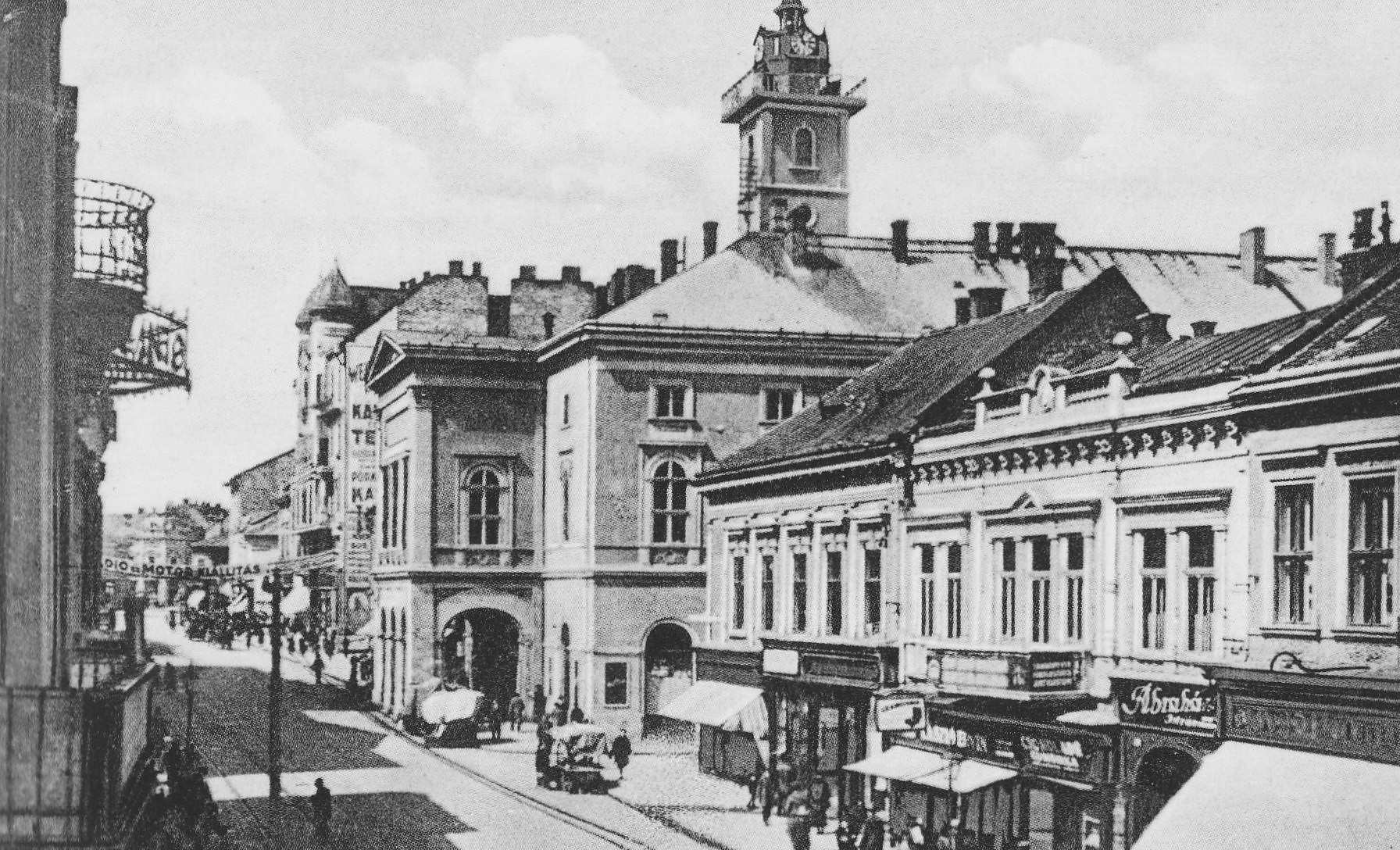
Miszkolc ok. 1910 r.

Po zawarciu traktatu pokojowego w Trianon w gospodarce na krótki czas nastąpiło załamanie. Wielu uciekinierów z obszarów kraju odłączonych od ojczyzny po Trianon przyjechało do Miszkolca. Miasto musiało przejąć dotychczasową rolę Koszyc jako centrum regionu. To i przygotowania do zbliżającej się II wojny światowej, które sprawiły, że Miszkolc stał się najważniejszym ośrodkiem przemysłu ciężkiego kraju, przyniosło ponowny rozwój, choć miasto wiele ucierpiało w ostatnim roku wojny. Pierwszy atak powietrzny dotknął miasto 2 lipca 1944 roku. Armia Czerwona zajęła Miszkolc 4 grudnia. Podczas wojny 350 budynków zostało doszczętnie zniszczonych, a 7150 doznało poważnych szkód.
W 1945 roku z połączenia Miszkolca, Diósgyőr i Hejőcsaba został utworzony tzw. Wielki Miszkolc. W czasach socjalistycznych także później dołączano nowe miejscowości do Miszkolca.
W 1949 roku z Bańskiej Szawnicy do Sopronu Akademię Górnictwa, której położenie zostało ocenione na za bliskie zachodniej, z miasta przeniesiono bardziej na wschód, do Miszkolca, wtedy już pod nazwą Politechnika Przemysłu Ciężkiego (Nehézipari Műszaki Egyetem). W następnych dziesięcioleciach miasto wchłonęło wszystkie pobliskie miejscowości, w odwiecznej rywalizacji z Debreczynem stał się drugim co do wielkości miastem kraju, licząc w latach sześćdziesiątych i siedemdziesiątych XX wieku ponad 200 000 mieszkańców.
Lata dziewięćdziesiąte XX wieku przyniosły kryzys przemysłu ciężkiego. Liczba ludności miasta zaczęła się zmniejszać, Debreczyn przejął pozycję drugiego co do wielkości miasta kraju, a Nyíregyháza stała się rywalem Miszkolca jako jeden z najważniejszych ośrodków północnych Węgier.

## Bramy miasta

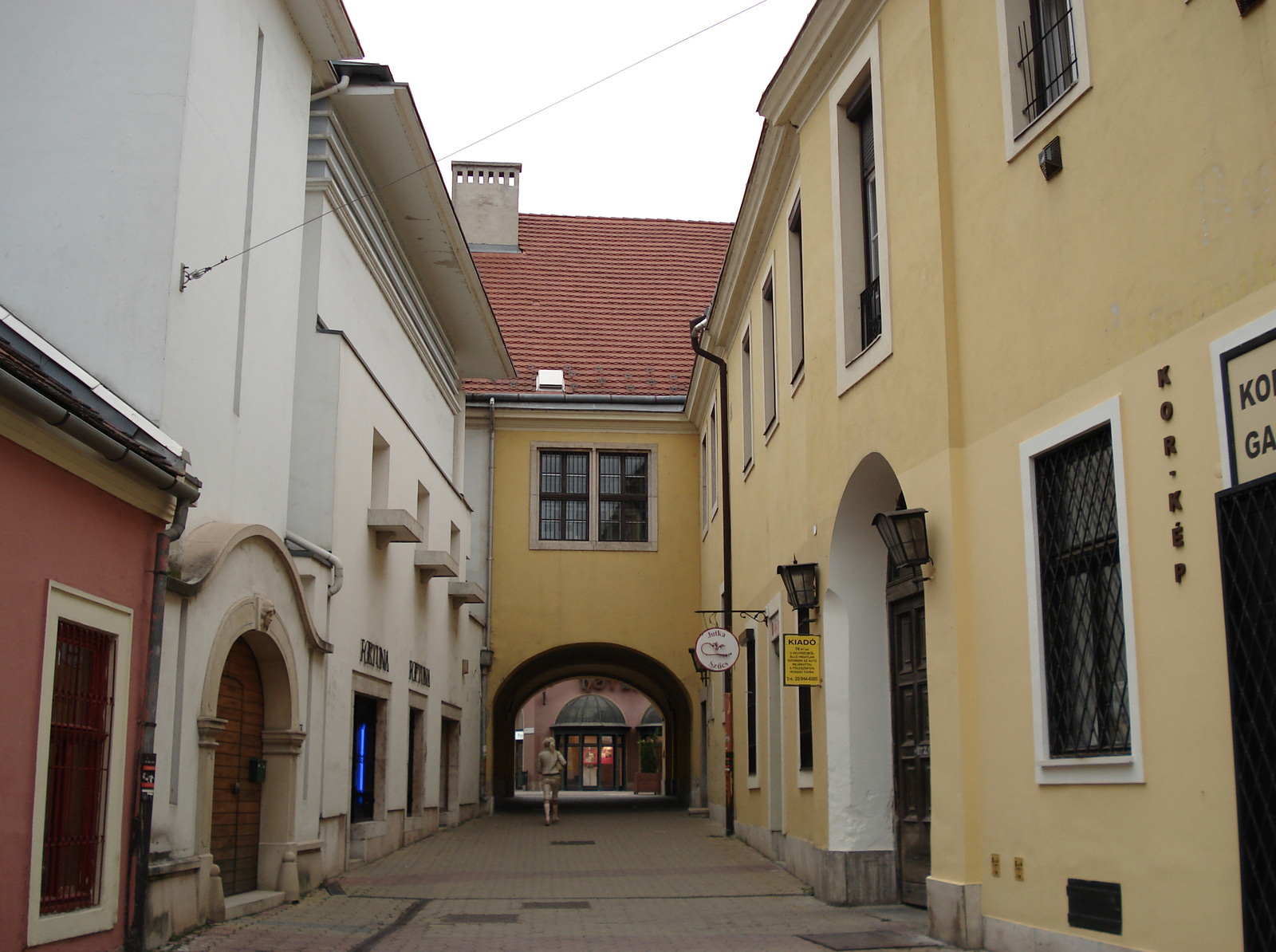
Ciemna Brama

Niegdyś ogrodzone granice miasta rolniczego chroniła fosa i system szańców, a te były przerwane dobrze strzeżonymi bramami miasta. Tylko przez nie można było dostać się do miasta, obok nich na przyjezdnych czekały punkty poboru cła, karczmy i gospody. Mapy z 1940 roku pokazują jeszcze 13 głównych miejsc poboru cła oraz 19 bocznych, zatem tyloma głównymi i bocznymi drogami można było zbliżyć się do Miszkolca. Wraz z rozrastaniem się miasta bramy oddalały się od ich pierwotnych miejsc, w końcu wyznaczały tylko teoretyczną granicę. Pozostałości dawnego systemu obronnego zachowały się w nazwach ulic „brama” (węg. kapu): Győri kapu, Szentpéteri kapu, Csabai kapu oraz Zsolcai kapu, które są także dziś głównymi arteriami komunikacyjnymi, a w biegu których niegdyś stały bramy łączące drogi z Miszkolca do Diósgyőr, Sajószentpéter, Hejőcsaba oraz Felsőzsolca.
Mniej znana Brama Fabiana (Fábián kapu) prowadząca do winnic Bábonyibérc, Meggyesalja (lub brama wychodząca na Megyes, Megyesre-járó kapu) znajdująca się u stóp Avas prowadząca do wiśniowych sadów, ukrywała drogi o mniejszym znaczeniu.
Sytuacja Ciemnej Bramy (Sötét kapu) była nadzwyczajna, ponieważ nie była to ulica, a nazwa samego, sklepionego łukowo wjazdu dla wozów.

## Gospodarka

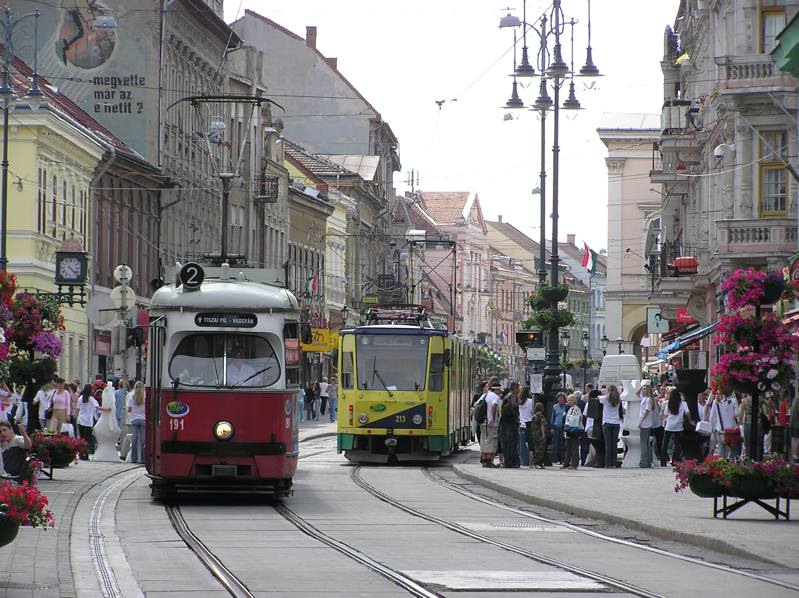
Széchenyi István út

Trzecie (po Budapeszcie i Debreczynie) miasto przemysłowe Węgier (największe miasto okręgu przemysłowego Borsod): hutnictwo żelaza, fabryki maszyn i taboru kolejowego, największa węgierska wytwórnia celulozy i papieru. Wiele szkół wyższych. Port lotniczy. Miszkolc jest też uzdrowiskiem ze źródłami mineralnymi (słynne kąpieliska jaskiniowe w dzielnicy Miskolctapolca). W Miszkolcu znajdują się centra handlowe: Miszkolc Plaza, Skala oraz Szinvapark.
Choć Miszkolc w powszechniej opinii uznawany jest za miasto przemysłowe lat osiemdziesiątych, a socjalistyczne uprzemysłowienie na dużą skalę rzeczywiście dodało jego gospodarce energii do rozwoju, przemysł, z tego hutnictwo w mieście sięga wstecz kilka setek lat.
Miszkolc już w średniowieczu był miastem kupieckim, dzięki temu, że był położony na trasie ważnych dróg handlowych. Pod względem gospodarki zaczął się rozwijać po okresie średniowiecza i po zawieruchach czasów tureckich. W XVII wieku miasto posiadało tartak, fabrykę papieru, browar, zakład produkcji prochu do broni, a na Szinvie piętnaście młynów wodnych mieliło pszenicę. Na koniec XVIII i początek XIX wieku można ocenić pojawienie się hut szkła i kuźni, czemu sprzyjało to, że okolica jest bardzo bogata w drewno. Obudowany około 1770 roku przez Henryka Fazolę wielki piec hutniczy nie zachował się, ale następny, wybudowany w 1813 „stary piec hutniczy” można oglądać do dzisiejszego dnia. Dziś wiele spośród miejscowości utworzonych wokół hut szkła i kuźni (Alsóhámor, Felsőhámor, Ómassa, Bükkszentlászló) stało się częścią Miszkolca.
Od połowy XIX wieku rozwój przybrał tempa, po części pod wpływem zaistniałej sytuacji politycznej po ugodzie (1867 – ugoda, w wyniku której powstały Austro-Węgry), po części z powodu linii kolejowej. W Diósgyőr został wybudowany wielki piec hutniczy (drugi pod względem wielkości w kraju), powstało bardzo wiele fabryk przemysłu ciężkiego, lekkiego i spożywczego. Górnictwo bardzo się rozwinęło. Liczba mieszkańców miasta w czasie czterdziestu lat powiększyła się prawie dwa razy. Utworzenie Wielkiego Miszkolca, przez przyłączenie Diósgyőr oraz innych okolicznych miast (1945 tudzież 1950) było wynikiem po części rozwoju przemysłowego miasta, które było tylko pierwszym krokiem w rozwoju socjalistycznego centrum przemysłowego, a które osiągnęło swój szczyt w latach 80. XX wieku, produkcja fabryki żelaza zatrudniającej ponad 18 000 osób przekroczyła roczną wielkość – jeden milion ton.
Liczba mieszkańców miasta wtedy osiągnęła rekord, bo ponad 200 000 mieszkańców, ponad dwóm trzecim znajdującym się w wieku produkcyjnym zatrudniały firmy sektora przemysłu ciężkiego.

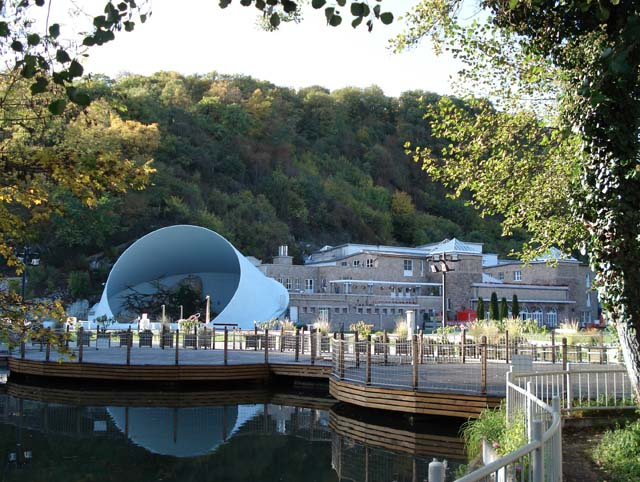
Miszkolc-Tapolca, Barlangfurdo: Budynek kąpieliska w jaskiniach

Zapaść gospodarcza po zmianie systemu najciężej dotknęła miasta przemysłowe północnych Węgier, stopa bezrobocia była jedną z najwyższych w kraju, liczba ludności Miszkolca drastycznie zmniejszyła się (choć na to wpłynęło nie tylko bezrobocie, a także swoją drogą charakterystyczny dla okresu proces suburbanizacji).
Organizacja gospodarcza miasta przekształciła się, zamiast przewagi dużych firm państwowych, znaczące stały się małe i średnie firmy. Podobnie jak w pozostałych częściach kraju została przeprowadzona prywatyzacja firm państwowych.
Z roku 2000 przemiany z grubsza rzecz biorąc zakończyły się, miasto przeszło gospodarczy dołek. Wzrosło znaczenie sektora usług, na obszarze miasta pojawiły się duże firmy międzynarodowe i hipermarkety. Kierownictwo miasta świadomie stara się wzmocnić zaniedbywaną przez długi okres rolę kulturalną i turystyczną miasta, w której kryją się duże możliwości. Na końcu 2004 miasto w końcu zostało połączone z autostradą, można się spodziewać, że to da nowy impuls do rozwoju.
W życiu miasta coraz większą rolę odgrywa turystyka. Najpopularniejszą atrakcją jest kąpielisko w jaskini.

## Zabytki, muzea i pomniki

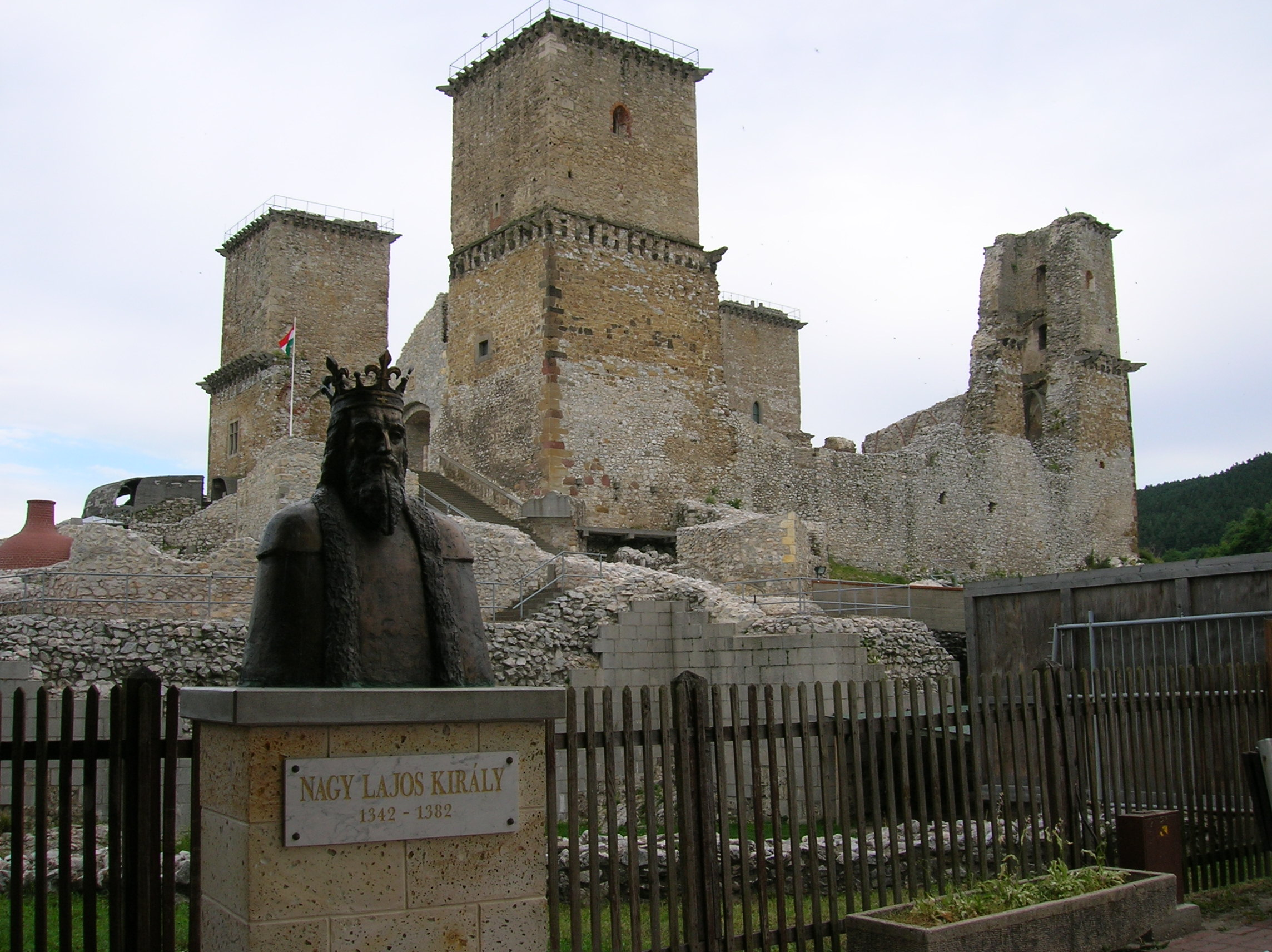
Zamek w Diósgyőr i pomnik króla Ludwika Węgierskiego

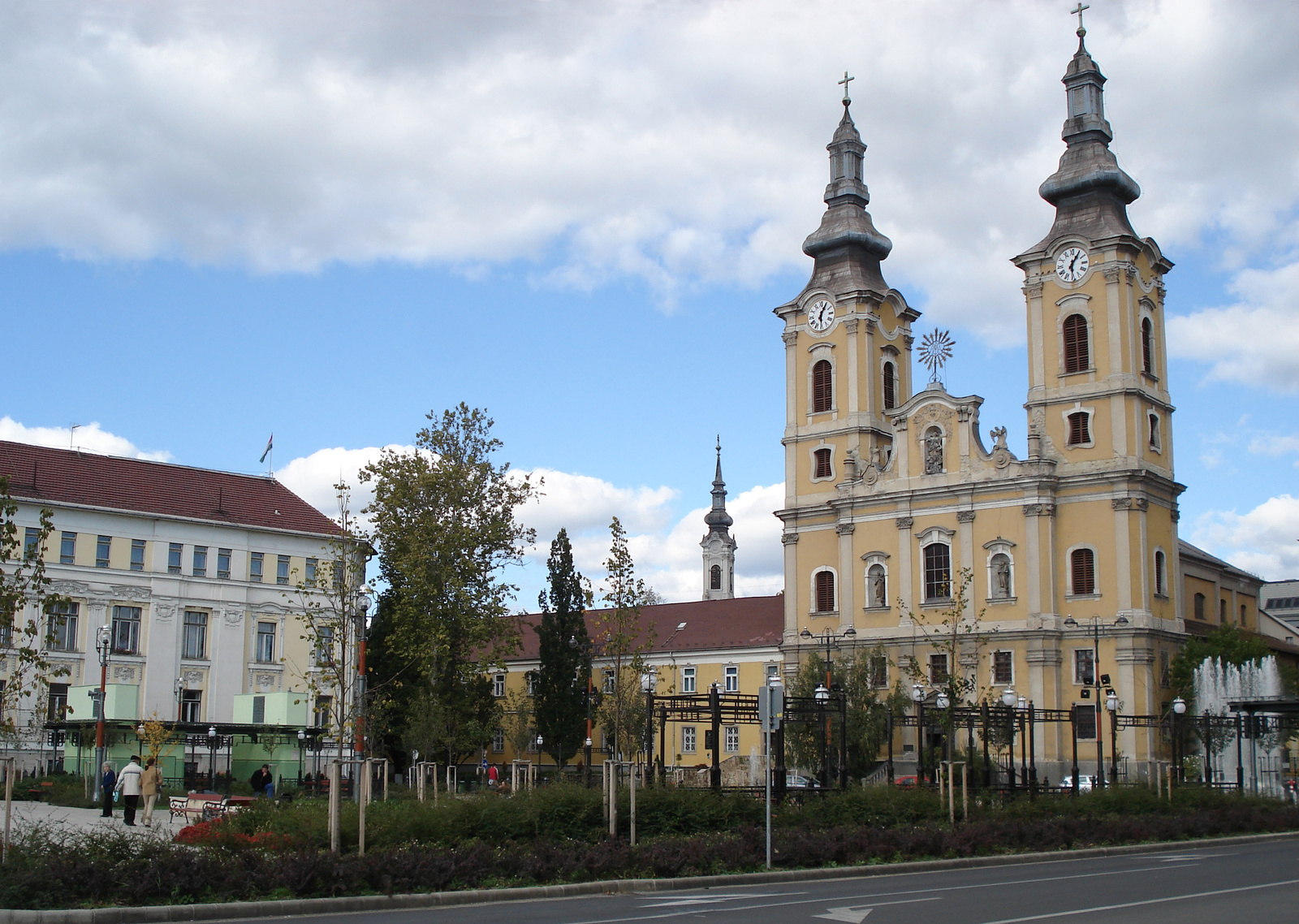
Kościół minorytów

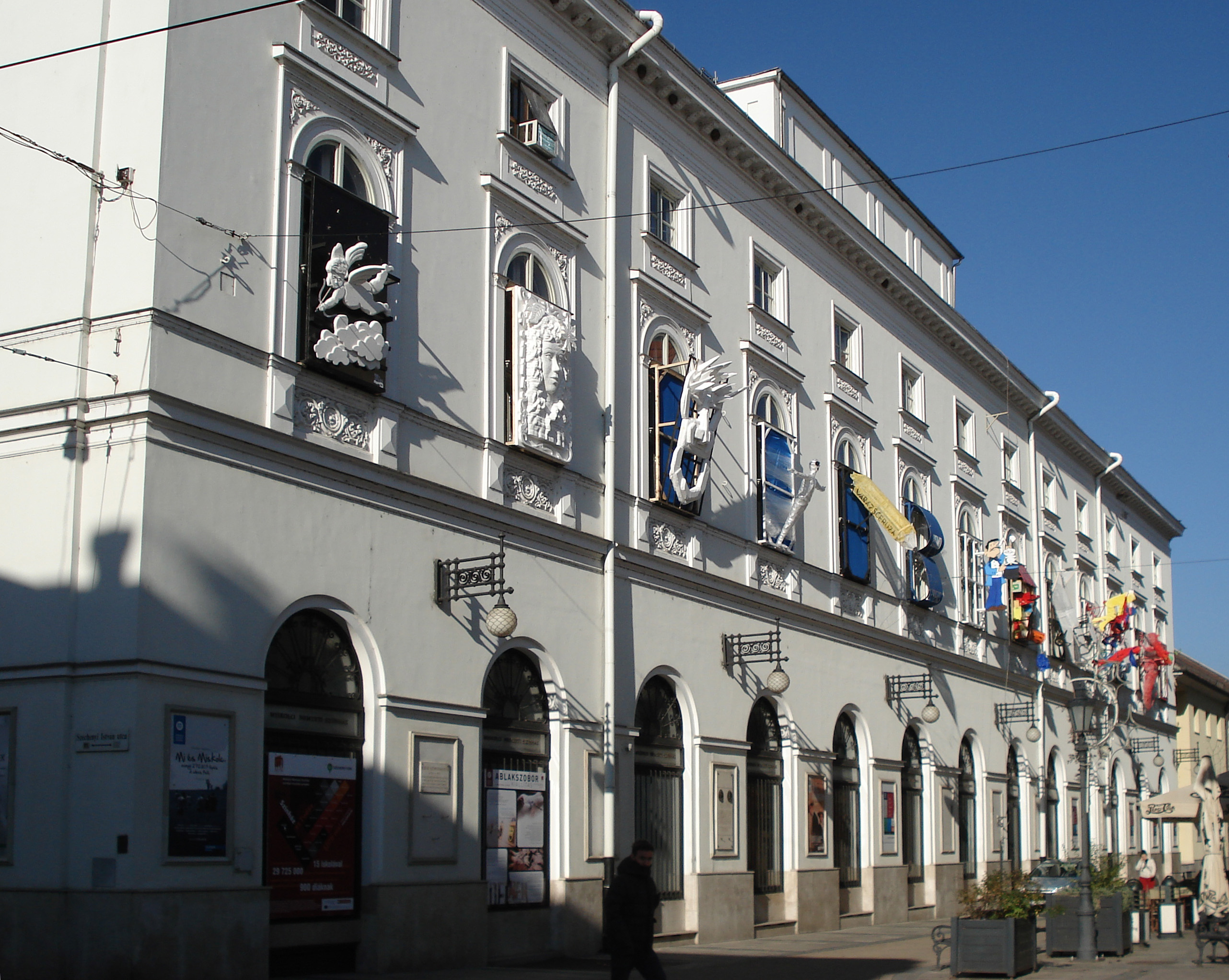
Teatr Narodowy

- Zamek w Diósgyőr, Zamek Królowych
- Reformacki kościół Avas (Avasi templom), gotycki
- Kościół śś. Piotra i Pawła, potocznie znany jako Mindszenti templom, barokowy
- Kościół minorytów pw. Świętej Marii Panny(inne języki) (Minorita templom), barokowy
- Klasztor minorytów
- Śródmiejski kościół reformowany(inne języki) (Kakas-templom), barokowo-klasycystyczny
- Kościół św. Anny(inne języki) (Szent Anna-templom), barokowy
- Teatr Narodowy w Miszkolcu(inne języki) (Miskolci Nemzeti Színház)
- Kościół drewniany (Deszkatemplom)
- Synagoga, neoromańska
- Kościół ewangelicki w Diósgyőr(inne języki) (Diósgyőri evangélikus templom), eklektyczny
- Kościół Trójcy Świętej
- Ciemna Brama (Sötét kapu)
- Ratusz(inne języki) (Városháza)
- Urząd komitacki (Megyeháza)
- Hala targowa(inne języki) (Vásárcsarnok)
- Dom Kósa(inne języki) (Kós-ház)
- Muzeum Morze Panońskie
- Muzeum węgierskiego kościoła prawosławnego
- Miszkolcki Ogród Zoologiczny i Park Kulturalny
- Muzeum Fabryki Papieru w Diósgyőr
- Muzeum Hutnictwa i Odlewnictwa w Massa
- Widowisko Laserowe
- Pomnik Ludwika Węgierskiego, króla Węgier i Polski
- Pomnik Istvána Széchenyiego

W pobliżu Miszkolca znajdują się inne ciekawe miejscowości m.in. Miszkolc-Tapolca i Lillafüred.

## Sport

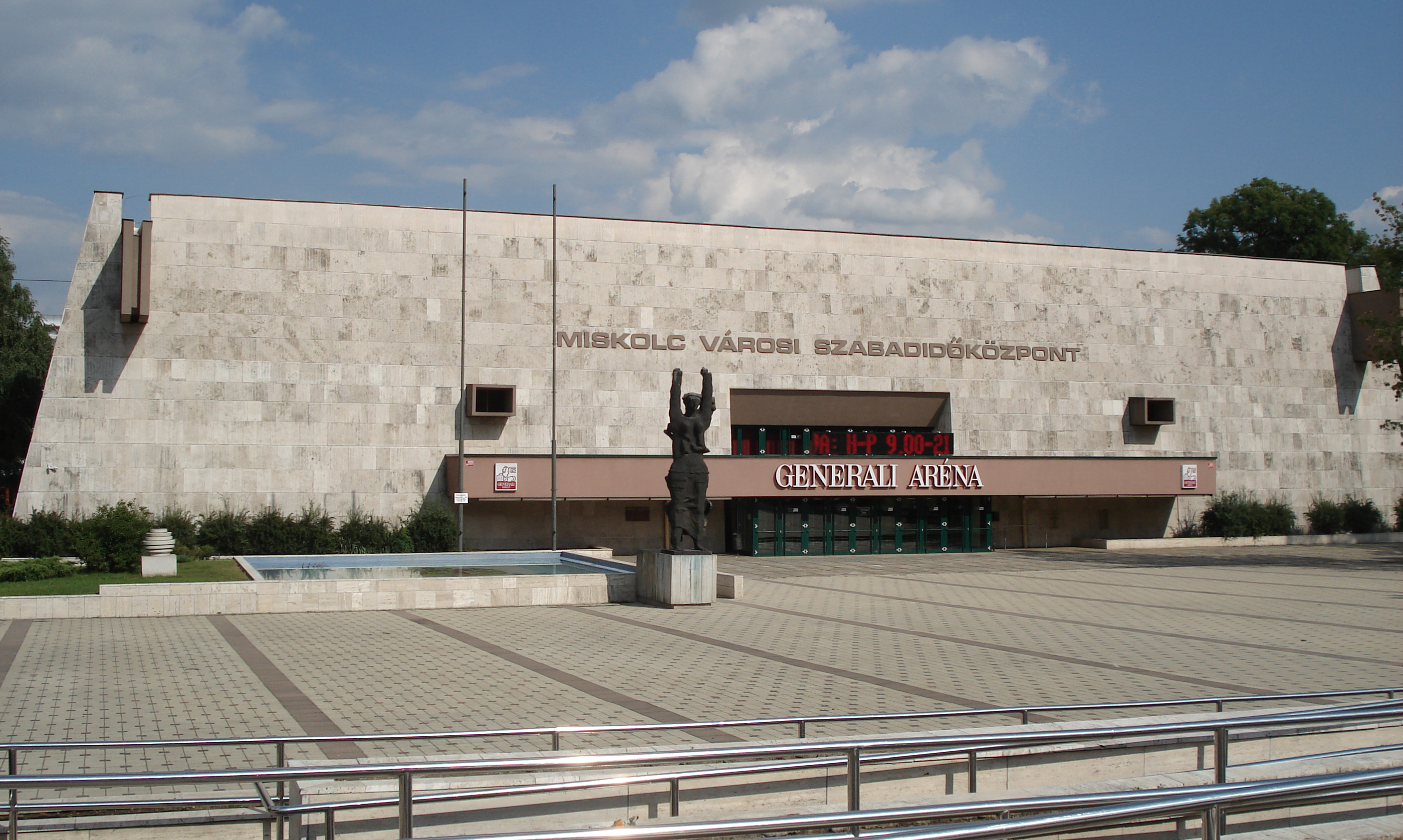
Hala sportowa

- Miasto jest ośrodkiem sportu żużlowego. Odbywają się tu zawody międzynarodowe, a drużyna Speedway Miszkolc od sezonu 2006 startowała w II lidze polskiej, a w 2010 rywalizowała w I lidze.
- Największym obiektem sportowym Miszkolca jest stadion klubu Diósgyőri VTK i należące do niego boiska treningowe. Stadion posiada ok. 1200 miejsc na trybunie krytej i dalszych 10 000 miejsc na trybunach otwartych. W 2006 r. ukończono renowację trybun, podczas której wymieniono część konstrukcji dachowej a krzesła zostały wymienione na plastikowe. Odnowiono także fasadę trybun. W roku 2014 rozpoczęto budowę nowego stadionu.
- W 2005 r. odnowiono miejską halę sportową (2000 miejsc siedzących). Znajdujące się obok niej lodowisko jest w stanie przyjąć 1500 kibiców sportów zimowych. Rozgrywa w nim mecze drużyna Miskolci JJSE, występująca w rozgrywkach OB I bajnokság oraz MOL Liga.

## Miasta partnerskie
- Aschaffenburg, Niemcy
- Białystok, Polska
- Cleveland, USA
- Katowice, Polska
- Koszyce, Słowacja
- Ostrawa, Czechy
- Tampere, Finlandia
- Wołogda, Rosja
- Burgas, Bułgaria